# Герб Гаївки
Герб Гаї́вки — геральдичний символ населених пунктів Гаївської сільської ради Роздільнянського району Одеської області (Україна): Бугая, Лучинського, Нового, Плавневого та Труд-Гребеника. Герб затверджений рішенням Гаївської сільської ради.

## Опис
Головна фігура герба Гаївської сільської ради має форму заокругленого щита, на якому в центрі на зеленому полі дерево сосни росте на цегельному мурі округлене золотим колоссям зернових.
Зелений — це колір чистого поля, це надія, радість, воля.
Сосна — символізує насадження на території сільської ради соснового лісу площею понад 120 га.
Колосся — на території сільради в основному займаються вирощуванням колосових зернових. (ячмінь, жито, пшениця)
Цегла — 1911 року на території с. Лучинське було збудовано цегельний завод братами Фішерами (переселенцями із Німеччини), на якому виготовляли черепицю та цеглу, це найнеобхідніший будівельний та покрівельний матеріал.
У геральдиці використовуються лише два метали — золото та срібло. Колосся — золотом, а зовнішня частина сріблом.